# Malinowka (Kemerowo)
Malinowka (russisch Малиновка) ist eine Siedlung in der Oblast Kemerowo (Russland) mit 8835 Einwohnern (Stand 14. Oktober 2010).

## Geographie
Die Siedlung liegt im südlich des Kusnezker Beckens, im Randgebiet der Mittelgebirgslandschaft Bergschoriens, die sich hier auf knapp 500 m Höhe erhebt. Malinowka befindet sich etwa 230 km Luftlinie südöstlich der Oblasthauptstadt Kemerowo und 40 km südöstlich der Großstadt Nowokusnezk, am rechten Ufer des Tom-Nebenflusses Kondoma, der ein relativ enges Tal bildet.
Malinowka gehört zum Stadtkreis Kaltan und liegt gut 10 km südlich des Zentrums der Stadt Kaltan.

## Geschichte
Der Ort entstand 1927 als Waldarbeiter- und Holzflößersiedlung – ein Großteil des Holzes wurde wenige Jahre später insbesondere beim Bau des metallurgischen Werkes und der Stadt Nowokusnezk, damals Stalinsk, benötigt. Malinowka gehörte zunächst zum einige Kilometer flussabwärts gelegenen Dorf Sarbala. Der Name ist vom russischen malina für Himbeere abgeleitet.
In den 1930er Jahren wurde die Eisenbahnstrecke von Nowokusnezk in das Bergbaugebiet um Taschtagol durch das Kondoma-Tal über Malinowka geführt. 1944 begann in der Umgebung der Untertageabbau von Steinkohle in bescheidenem Maßstab. Zwischen 1946 und 1952 entstand ein großer Holzumladeplatz, ab 1955 wurde der Steinkohleschacht Malinowskaja abgeteuft, der 1957 die Produktion aufnahm und der Brennstoffversorgung des bei Kaltan errichteten Wärmekraftwerkes diente.
Mit dem wirtschaftlichen Wachstum nahm auch die Einwohnerzahl zu, sodass Malinowka 1958 einem selbständigen Siedlungssowjet unterstellt wurde. 1960 wurde der Ort der Verwaltung der Stadt Ossinniki unterstellt, 1964 erhielt er den Status einer Siedlung städtischen Typs.
1969 nahm eine weitere Kohlezeche, Alardinskaja, den Betrieb auf; im Folgejahr wurde sie mit den bestehenden Malinowskaja-1 und -2 vereinigt. Hier waren bis zu 5000 Bergleute beschäftigt.
Mit der in der Oblast 2004 durchgeführten Verwaltungsreform verlor der Ort den Status Siedlung städtischen Typs und war zunächst gewöhnliche Siedlung im Stadtkreis Ossinniki, bevor es 2010 zum Stadtkreis Kaltan überging.

### Bevölkerungsentwicklung
| Jahr | Einwohner |
| ---- | --------- |
| 1959 | 6.978     |
| 1970 | 10.276    |
| 1979 | 10.232    |
| 1989 | 11.374    |
| 2002 | 10.235    |
| 2010 | 8.835     |

Anmerkung: Volkszählungsdaten

## Wirtschaft und Infrastruktur
Wichtigstes Unternehmen ist die Steinkohlenzeche Alardinskaja der AG (OAO) Juschkusbassugol, die von der Evraz-Gruppe kontrolliert wird, daneben Betriebe der holzverarbeitenden Industrie.
Die Siedlung liegt an der Eisenbahnstrecke, die durch das Kusnezker Becken über Nowokusnezk in das Bergbauzentrum Taschtagol führt (Streckenkilometer 434 ab Jurga an der Transsibirischen Eisenbahn).